# Carl Gustaf Armfelt

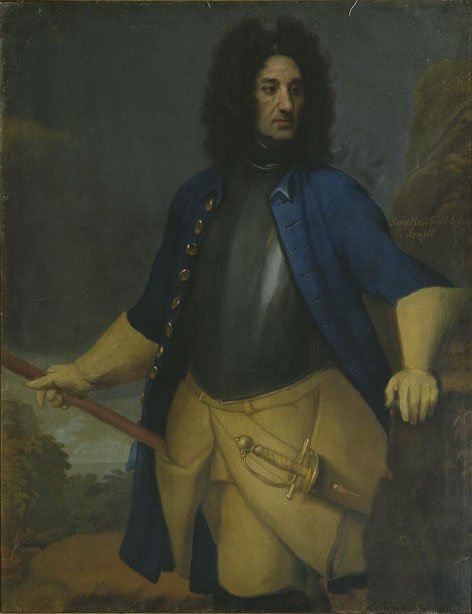
Carl Gustaf Armfeldt; Portrait von David von Krafft

Carl Gustav Armfelt, auch Carl Gustaf Armfeldt (* 9. Novemberjul. / 19. November 1666greg. in Ingermanland; † 24. Oktoberjul. / 4. November 1736greg. in Isnäs in Pernå, Finnland) war ein schwedischer General.
Armfeldt wurde als jüngster Sohn des schwedischen Oberstleutnant Gustaf Armfelt († 1675) und dessen Frau Anna Elisabet Brakel († nach 1666) geboren. Im Alter von 17 Jahren trat er in das Kavallerieregiment Nylands kavalleri ein, verließ es jedoch im Jahre 1685, um in französische Kriegsdienste zu treten. Dort diente er zunächst als einfacher Soldat im Regiment des Prinzen Ferdinand von Fürstenberg, wobei er sich während des Pfälzischen Erbfolgekrieges (1688–1697) auszeichnete. Im Jahre 1700 kehrte er nach Schweden zurück und heiratete dort Lovisa Aminoff. Während des Großen Nordischen Krieges (1700–1721) erhielt er unter König Karl XII. verschiedenen Truppenkommandos, nachdem er die ersten Kriegsjahre als Generaladjutant in der finnischen Armee gedient hatte. Er wurde dann mit der Verteidigung Finnlands gegen die russischen Truppen beauftragt. Im Jahre 1713 wurde er durch die vergebliche Verteidigung Helsinkis bekannt, welcher fast die gesamte Stadt zum Opfer fiel. Im folgenden Jahr unterlag Armfeldt in der Schlacht bei Storkyro (2. März 1714) den Truppen des russischen  Admirals Apraxin (1661–1728) und musste sich daraufhin nach Österbotten zurückziehen.
Im Jahre 1717 erfolgte Armfeldts Beförderung zum General-Lieutenant Im September 1718 brach er mit einem fast 10.000 Mann zählenden Korps zur Eroberung der dänischen Stadt Trondheim in Norwegen auf. Die Jahreszeit war für die Belagerung zu weit fortgeschritten, sodass Armfeldt mitten im Winter den Rückzug antreten musste. Über die Tydalsfjelle vorbei an Røros musste er mitansehen, wie beinahe sein gesamtes Heer durch Kälte und Hunger zu Grunde ging (→ Todesmarsch der Karoliner). Erst im Januar 1719 erreichte er mit nur etwa 500 Soldaten die schwedischen Linien. Obwohl er noch im selben Jahr zum Gouverneur von Viborg ernannt wurde, war diese Versetzung ohne Folgen, da dieses bereits von russischen Truppen besetzt worden war. Später kommandierte er erneut in Norwegen.
Nach dem Krieg erfolgte seine Beförderung zum General der Infanterie (1735), Freiherrn (1731) und Oberbefehlshaber in Finnland. Er starb 1736, wohnhaft auf dem Gutshof Liljendal in der Gemeinde Pernå in Finnland.